# Aacheperkareseneb
Aacheperkareseneb (auch Aacheperkaraseneb, Aacheperka), Sohn des Nebiaut und Neffe des Nebwahib, war ein altägyptischer Bildhauer („Bildhauer des Amun“). Aacheperkaresenebs Name beinhaltet den Thronnamen (Aa-cheper-ka-Re) von Thutmosis I., weshalb er während der 18. Dynastie zwischen 1490 und 1292 v. Chr. möglicherweise im „Lebenshaus von Heliopolis“, einer Re-Domäne, tätig war. Zusätzlich wird Aacheperkareseneb wahrscheinlich im oberägyptischen thebanischen Raum gewirkt haben. 
Aacheperkaraseneb ist nur von einer Stele bekannt, die er für seinen Vater Nebiaut errichtete. Unklar ist dabei, ob es sich um eines seiner eigenen Werke handelte, oder ob er nur der Auftraggeber war. Als „Bildhauer des Amun“ muss er im Raum der Stadt Theben tätig gewesen sein, da sich dort das Hauptkultzentrum des Gottes befand. Aacheperkaraseneb erscheint auf der Kalksteinstele sowohl in der langen Namensform als auch in der Kurzform Aacheperka in Hieroglyphenschrift. Daneben werden in weiteren Registern mehrere weitere Familienmitglieder dargestellt, darunter Aacheperkarasenebs Bruder Ri.